# Triunfo (kommun i Brasilien, Pernambuco, lat -7,85, long -38,05)
Triunfo är en kommun i Brasilien.   Den ligger i delstaten Pernambuco, i den östra delen av landet, 1 400 km nordost om huvudstaden Brasília. Antalet invånare är 15 006.
Följande samhällen finns i Triunfo:
- Triunfo

Omgivningarna runt Triunfo är huvudsakligen savann. Runt Triunfo är det ganska tätbefolkat, med 65 invånare per kvadratkilometer.